# Krastciems
Krastciems es un barrio de la ciudad de Jūrmala, Letonia.

## Superficie
Posee una superficie de 3,6 kilómetros cuadrados (360 hectáreas).

## Población
Hasta 2008 presentaba una población de 456 habitantes, con una densidad de población de 126,7  habitantes por kilómetro cuadrado.